# Syedra myrmicarum
Syedra myrmicarum (Kulczyński, 1882) è un ragno appartenente alla famiglia Linyphiidae.

## Biologia
Questo ragno è mirmecofilo, cioè vive in associazione con le formiche; in particolare è stato rinvenuto sotto le pietre, nei pressi dei nidi di Manica rubida (Latreille, 1802) e di alcune specie del genere Formica Linnaeus, 1758.

## Distribuzione
La specie è stata reperita in varie località dell'Europa centrale.

## Tassonomia
Al 2012 non sono note sottospecie e non sono stati esaminati nuovi esemplari dal 1992.